# Épisodes de Stalker
Cet article présente le guide des épisodes de la série télévisée américaine Stalker.

## Généralités
- Au Canada, la saison a été diffusée en simultané sur le réseau Global.
- Le 27 octobre 2014, CBS commande une saison complète de 20 épisodes[1].

## Distribution

### Acteurs principaux
- Maggie Q : lieutenant Beth Davis
- Dylan McDermott : détective Jack Larsen
- Victor Rasuk : détective Ben Caldwell
- Mariana Klaveno : détective Janice Lawrence
- Elisabeth Röhm : vice-procureur de district Amanda Tate

### Acteurs récurrents et invités
- Erik Stocklin : Perry
- Gabriel Bateman : Ethan Taylor, fils d'Amanda et Jack
- Tara Summers : Tracy Wright, amie de Beth
- Eion Bailey : Ray Matthews
- Chelsea Harris : Belle
- Warren Kole : Trent Wilkes
- Alex Carter : Kenneth (épisode 6)
- AnnaLynne McCord : Nina (épisode 7)
- Kerr Smith : John Bardo (épisode 13)
- Phoebe Tonkin : Nicole Clark (épisode 14)
- Mira Sorvino : Vicki Gregg, agent du FBI (épisode 17 à 20)

## Épisodes

### Épisode 1:Harceleur ou harcelé
- États-Unis /  Canada : 1er octobre 2014 sur CBS[2] / Global[3]
- Belgique : 9 avril 2015 sur La Une[4]
- France : 15 avril 2015 sur TF1[5]
- Québec : 6 janvier 2016 sur AddikTV[6]
- Suisse : 26 août 2016 sur RTS Deux[7]

- États-Unis : 9,05 millions de téléspectateurs[8] (première diffusion)
- Canada : 1,863 million de téléspectateurs[9],[10] (première diffusion + différé 7 jours)
- France : 2,08 millions de téléspectateurs[11] (première diffusion)

- Erik Stocklin (Perry)
- Chelsea Harris (Belle)
- Melanie Liburd (Lori)
- Torrey DeVitto (Kate)
- Michael Grant Terry (Kurt)
- Eric Lange (Larry)
- Audrey Wasilewski (Ellen)
- Daren Kagasoff (Eric)
- Merle Dandridge (Dean Lisa Miner)
- Alano Miller (Troy)
- John M. Jackson (Douglas Jeffries)
- James S. W. Lee (Rick)
- Michael Christian Alexander (Officer)
- Ayo Sorrells (Sid Tech)
- Ty Chen (Étudiant # 1)
- Danielle Argyros (Étudiant # 2)

### Épisode 2:Enfant de substitution
- États-Unis /  Canada : 8 octobre 2014 sur CBS / Global
- Belgique : 9 avril 2015 sur La Une
- France : 15 avril 2015 sur TF1
- Québec : 13 janvier 2016 sur AddikTV
- Suisse : 26 août 2016 sur RTS Deux

- États-Unis : 8,17 millions de téléspectateurs[12] (première diffusion)
- Canada : 1,496 million de téléspectateurs[13] (première diffusion + différé 7 jours)
- France : 1,4 million de téléspectateurs[11] (première diffusion)

- Erik Stocklin (Perry)
- Chelsea Harris (Belle)
- Gabriel Bateman (Ethan)
- Tara Summers (Tracy)
- Sammi Hanratty (Hannah McCoy)
- Jadon Wells (Thomas McCoy)
- Lesley Fera (Donna McCoy)
- Katherine Kirkpatrick (Rosemary)
- Robert Alan Beuth (Ron)
- Minerva Garcia (Helen)
- Troy Blendell (Thaddeus)
- Michael King (Victor)
- Anthony Ross Piro (Derek)
- Danielle Burgio (Home Owner)

### Épisode 3:Au pied de l'autel
- États-Unis /  Canada : 15 octobre 2014 sur CBS / Global
- Belgique : 16 avril 2015 sur La Une
- France : 22 avril 2015 sur TF1
- Québec : 20 janvier 2016 sur AddikTV
- Suisse : 2 septembre 2016 sur RTS Deux

- États-Unis : 7,87 millions de téléspectateurs[14] (première diffusion)
- Canada : 1,703 million de téléspectateurs[15] (première diffusion + différé 7 jours)
- France : 2,23 millions de téléspectateurs[16] (première diffusion)

- Gabriel Bateman (Ethan)
- Warren Kole (Trent)
- Louis Herthum (Jimmy)
- Cherilyn Rae Wilson (Cara)
- Michael Irby (Silas)
- Alex Fernandez (Frank)
- Presciliana Esparolini (Sonya)
- Preston Jones (Paul)
- Mouzam Makkar (Terry)
- Briana Kennedy-Coker (Tiny)
- Gage Petrone (fils de Frank)
- Brandon Phillips (Flic)
- Anthony Molinari (Chirurgien)

### Épisode 4:Phobies
- États-Unis /  Canada : 22 octobre 2014 sur CBS / Global
- Belgique : 16 avril 2015 sur La Une
- France : 22 avril 2015 sur TF1
- Québec : 27 janvier 2016 sur AddikTV
- Suisse : 2 septembre 2016 sur RTS Deux

- États-Unis : 7,37 millions de téléspectateurs[17] (première diffusion)
- Canada : 1,316 million de téléspectateurs[18] (première diffusion + différé 7 jours)
- France : 1,19 million de téléspectateurs[16] (première diffusion)

- Erik Stocklin (Perry)
- Tara Summers (Tracy)
- Rachael Carpani (Kristin)
- Matthew Alan (Zack)
- David Chisum (Chris)
- Andrea Bogart (Laura)
- Kathryn Taylor (Technicien SID)
- Daphne Avalon (Elena)

### Épisode 5:Le Clown
- États-Unis /  Canada : 29 octobre 2014 sur CBS / Global
- Belgique : 23 avril 2015 sur La Une
- France : 29 avril 2015 sur TF1
- Québec : 3 février 2016 sur AddikTV
- Suisse : 16 septembre 2016 sur RTS Deux

- États-Unis : 7,36 millions de téléspectateurs[17] (première diffusion)
- Canada : 1,514 million de téléspectateurs[19] (première diffusion + différé 7 jours)
- France : 2,1 millions de téléspectateurs[20] (première diffusion)

- Erik Stocklin (Perry)
- Gabriel Bateman (Ethan)
- Lyndon Smith (Laurie)
- Meagan Tandy (Annie)
- Roy Vongtama (Vendeur)
- Chad Addison (Max)
- Jake Weary (Bobby)
- Kevin Christy (Louis)
- Adrian Moreira-Behrens (David)
- Kevin Sizemore (Greg)
- Shane Francis Smith (Cory)

### Épisode 6:Sans concessions
- États-Unis /  Canada : 5 novembre 2014 sur CBS / Global
- Belgique : 23 avril 2015 sur La Une
- France : 29 avril 2015 sur TF1
- Québec : 10 février 2016 sur AddikTV
- Suisse : 17 septembre 2016 sur RTS Deux

- États-Unis : 7,34 millions de téléspectateurs[21] (première diffusion)
- Canada : 1,355 million de téléspectateurs[22] (première diffusion + différé 7 jours)
- France : 1,4 million de téléspectateurs[20] (première diffusion)

- Gabriel Bateman (Ethan)
- Warren Kole (Trent)
- Alex Carter (Kenneth)
- Caity Lotz (Melissa)
- Jessica Tuck (Andrea)
- T.V. Carpio (Robyn)
- Michael Roark (Damon)
- Al Coronel (Invité)
- Edita Brychta (Invitée)
- Carter Roy (Invité)
- Nicole Lambo (Invitée)
- Carlos E. Campos (un gars)

### Épisode 7:Amour, gloire et harcèlement
- États-Unis /  Canada : 12 novembre 2014 sur CBS / Global
- Belgique : 30 avril 2015 sur La Une
- France : 6 mai 2015 sur TF1
- Québec : 17 février 2016 sur AddikTV
- Suisse : 24 septembre 2016 sur RTS Deux

- États-Unis : 7,01 millions de téléspectateurs[23] (première diffusion)
- Canada : 1,472 million de téléspectateurs[24] (première diffusion + différé 7 jours)
- France : 2,42 millions de téléspectateurs[25] (première diffusion)

- Erik Stocklin (Perry)
- Tara Summers (Tracy)
- Chelsea Harris (Belle)
- AnnaLynne McCord (Nina)
- Heather Matarazzo (Emily)
- Brendan Sexton III (Robbie)
- Scott Michael Campbell (Eddie)
- Bethany Orr (Heather)
- Molly Hagan (Nancy)
- Con Schell (Randy)
- Nikki Crawford (Gloria)
- Ian Reed Kesler (Publicitaire)
- Brian Borello (Bruce)

### Épisode 8:Sur ma peau
- États-Unis /  Canada : 19 novembre 2014 sur CBS / Global
- Belgique : 30 avril 2015 sur La Une
- France : 6 mai 2015 sur TF1
- Québec : 24 février 2016 sur AddikTV
- Suisse : 24 septembre 2016 sur RTS Deux

- États-Unis : 7,98 millions de téléspectateurs[26] (première diffusion)
- Canada : 1,349 million de téléspectateurs[27] (première diffusion + différé 7 jours)
- France : 1,52 million de téléspectateurs[25] (première diffusion)

- Gabriel Bateman (Ethan)
- Warren Kole (Trent)
- Marc Blucas (Mark)
- Christina Vidal (Christina)
- Teo Briones (Landon)
- Darri Ingolfsson (Chad)
- Leonardo Nam (Howard)
- Scott Michael Morgan (Frank)
- Burl Moseley (Bill)
- Deborah Van Valkenburgh (Eleanor)
- Thomas Robie (Tim)

### Épisode 9:Fou d'elle
- États-Unis /  Canada : 26 novembre 2014 sur CBS / Global
- Belgique : 7 mai 2015 sur La Une
- France : 13 mai 2015 sur TF1
- Québec : 2 mars 2016 sur AddikTV
- Suisse : 30 septembre 2016 sur RTS Deux

- États-Unis : 8,26 millions de téléspectateurs[28] (première diffusion)
- Canada : 1,464 million de téléspectateurs[29] (première diffusion + différé 7 jours)
- France : 1,97 million de téléspectateurs[30] (première diffusion)

- Erik Stocklin (Perry)
- Tara Summers (Tracy)
- Jay Karnes (Dr. Paul Lewis)
- Kate Norby (Jessica)
- Wes Ramsey (Jason)
- Madeline Brewer (Claudia)
- Jeff Williams (Phillip)
- Lee Garlington (Cheriff Kindrick)
- Kathryn Taylor (Technicien SID)
- Vedette Lim (Shelly)

### Épisode 10:Un appel au secours
- États-Unis /  Canada : 3 décembre 2014 sur CBS / Global
- Belgique : 7 mai 2015 sur La Une
- France : 13 mai 2015 sur TF1
- Québec : 9 mars 2016 sur AddikTV
- Suisse : 1er octobre 2016 sur RTS Deux

- États-Unis : 7,47 millions de téléspectateurs[31] (première diffusion)
- Canada : 1,433 million de téléspectateurs[32] (première diffusion + différé 7 jours)
- France : 1,5 million de téléspectateurs[30](première diffusion)

- Erik Stocklin (Perry)
- Tara Summers (Tracy)
- A. Leslie Kies (Cori)
- John Brotherton (Scott)
- Jeff Howard (Henry)
- Chasty Ballesteros (Sophia)
- Marieh Delfino (Nora)
- Jennifer Parsons (Barbara)
- Joe Lorenzo (Garde du corps)

### Épisode 11:La Biographie
- États-Unis /  Canada : 10 décembre 2014 sur CBS / Global
- Belgique : 14 mai 2015 sur La Une
- France : 20 mai 2015 sur TF1
- Québec : 16 mars 2016 sur AddikTV
- Suisse : 8 octobre 2016 sur RTS Deux

- États-Unis : 7,25 millions de téléspectateurs[33] (première diffusion)
- Canada : 1,277 million de téléspectateurs[34] (première diffusion + différé 7 jours)
- France : 1,99 million de téléspectateurs[35] (première diffusion)

- Erik Stocklin (Perry)
- Gabriel Bateman (Ethan)
- Laurie Fortier (Stella)
- Jason Wiles (Tom)
- Chandra West (Cynthia)
- Matt Roth (Dr Chase)
- Assaf Cohen (Oliver Granzinger)
- David Warshol (Floor RA)
- David L. King (Scheider)
- Sarah Benoit (Vieille dame)
- Marco Dapper (Richard)
- Paul McKinney (Cameron)

### Épisode 12:Un fauteuil pour deux
- États-Unis /  Canada : 14 janvier 2015 sur CBS / Global
- Belgique : 14 mai 2015 sur La Une
- France : 20 mai 2015 sur TF1
- Québec : 23 mars 2016 sur AddikTV
- Suisse : 8 octobre 2016 sur RTS Deux

- États-Unis : 7,87 millions de téléspectateurs[36] (première diffusion)
- Canada : 1,346 million de téléspectateurs[37] (première diffusion + différé 7 jours)
- France : 1,24 million de téléspectateurs[35] (première diffusion)

- Erik Stocklin (Perry)
- Benjamin Papac (Craig)
- Angela Gulner (Alice)
- Brett Cullen (Maire Hayes)
- Andrea Roth (Elaine)
- Eion Bailey (Ray)
- Ryan Devlin (Cedric)
- Raphael Sbarge (Drew)
- T'Shaun Barrett (Leon)
- Ellie Araiza (Mary)
- Don Harvey (Ken Buck)
- Gerald Webb (Portier)

### Épisode 13:Panique en direct
- États-Unis /  Canada : 21 janvier 2015 sur CBS / Global
- Belgique : 21 mai 2015 sur La Une
- France : 27 mai 2015 sur TF1
- Québec : 30 mars 2016 sur AddikTV
- Suisse : 15 octobre 2016 sur RTS Deux

- États-Unis : 8,07 millions de téléspectateurs[38] (première diffusion)
- Canada : 1,348 million de téléspectateurs[39] (première diffusion + différé 7 jours)
- France : 2,08 millions de téléspectateurs[40] (première diffusion)

- Erik Stocklin (Perry)
- Chelsea Harris (Belle)
- Kerr Smith (John)
- Erin Daniels (Lauren/Candice)
- Nazneen Contractor (Adele)
- David Julian Hirsh (Keith)
- Todd Giebenhain (Sam)
- Brad Schmidt (Matt)
- Eion Bailey (Ray)
- Corey Mendell Parker (Garde du corps)
- Brian Dare (Technicien du son)
- Lewis T. Powell (Beth's Uniform)
- Beth Kennedy (Ann)
- David Landry (Commandant du SWAT)

### Épisode 14:Mon héros, mon sauveur
- États-Unis /  Canada : 28 janvier 2015 sur CBS / Global
- Belgique : 21 mai 2015 sur La Une
- France : 27 mai 2015 sur TF1
- Québec : 6 avril 2016 sur AddikTV
- Suisse : 15 octobre 2016 sur RTS Deux

- États-Unis : 8,34 millions de téléspectateurs[41] (première diffusion)
- Canada : 1,393 million de téléspectateurs[42] (première diffusion + différé 7 jours)
- France : 1,28 million de téléspectateurs[40] (première diffusion)

- Warren Kole (Trent)
- Erik Stocklin (Perry)
- Chelsea Harris (Belle)
- Phoebe Tonkin (Nicole Clark)
- Nicholle Tom (Zoe Pearsons)
- Sam Page (Mike Harris)
- Michael Rady (Dave Knox)
- Michelle Lawrence (Bridget)
- Hector Luis Bustamante (Juan Vasquez)
- Andrea Savo (Isabella Vasquez)
- Ashley Johnson (Stéphanie Beckman)
- Evan Holtzman (Pete)
- Jay Hayden (Dave)

### Épisode 15:Si près de toi
- États-Unis /  Canada : 4 février 2015 sur CBS / Global
- Belgique : 28 mai 2015 sur La Une
- France : 3 juin 2015 sur TF1
- Québec : 13 avril 2016 sur AddikTV
- Suisse : 22 octobre 2016 sur RTS Deux

- États-Unis : 7,35 millions de téléspectateurs[43] (première diffusion)
- France : 2,13 millions de téléspectateurs[44] (première diffusion)

- Erik Stocklin (Perry)
- Andrew Walker (Coach Baker)
- Cole Bernstein (Jenny)
- Caitlin Carver (Alexia/Rheanna)
- Lauren Bowles (Monica)
- Sofia Vassilieva (Diana)
- Austin Lyon (Tripp)
- Eion Bailey (Ray)
- Peter Coventry Smith (Emmet)
- Buckley Sampson (Mère d'Ian/Drake)
- Sterling Beaumon (Ian/Drake)
- Chloe Lanier (Sage)

### Épisode 16:L'Étoile Céleste
- États-Unis /  Canada : 11 février 2015 sur CBS / Global
- Belgique : 28 mai 2015 sur La Une
- France : 3 juin 2015 sur TF1
- Québec : 20 avril 2016 sur AddikTV
- Suisse : 22 octobre 2016 sur RTS Deux

- États-Unis : 7,64 millions de téléspectateurs[45] (première diffusion)
- Canada : 1,515 million de téléspectateurs[46] (première diffusion + différé 7 jours)
- France : 1,22 million de téléspectateurs[44] (première diffusion)

- Eion Bailey (Ray)

### Épisode 17:La partie commence
- États-Unis /  Canada : 18 février 2015 sur CBS / Global
- France : 3 juin 2015 sur TF1
- Belgique : 4 juin 2015 sur La Une
- Québec : 27 avril 2016 sur AddikTV
- Suisse : 29 octobre 2016 sur RTS Deux

- États-Unis : 6,74 millions de téléspectateurs[47] (première diffusion)
- Canada : 1,352 million de téléspectateurs[48] (première diffusion + différé 7 jours)
- France : 842 000 téléspectateurs[44] (première diffusion)

- Erik Stocklin (Perry)
- Tara Summers (Tracy)
- Eion Bailey (Ray)

### Épisode 18:À petit feu
- États-Unis : 27 avril 2015 sur CBS[49]
- Canada : 2 juin 2015 sur Global
- Belgique : 4 juin 2015 sur La Une
- France : 10 juin 2015 sur TF1
- Québec : 4 mai 2016 sur AddikTV
- Suisse : 29 octobre 2016 sur RTS Deux

- États-Unis : 5,7 millions de téléspectateurs[50] (première diffusion)
- France : 1,92 million de téléspectateurs[51] (première diffusion)

- Mira Sorvino (Vicky Gregg)
- Eion Bailey (Ray)
- Chelsea Harris (Belle)
- Patricia Bethune (Hazel)
- Stefan Marks (Peter Daniels)
- Evan Arnold (Dr. Jacobs)
- Bret Green (Barry Jacobs)
- Dan Thiel (Agent Wheeler)
- Rick Garcia (Journaliste)
- Evelyn Taft (Journaliste)

### Épisode 19:L'Amour blesse
- États-Unis : 11 mai 2015 sur CBS
- Canada : 9 juin 2015 sur Global
- France : 10 juin 2015 sur TF1
- Belgique : 11 juin 2015 sur La Une
- Québec : 11 mai 2016 sur AddikTV
- Suisse : 5 novembre 2016 sur RTS Deux

- États-Unis : 6,37 millions de téléspectateurs [52] (première diffusion)
- France : 1,27 million de téléspectateurs[51] (première diffusion)

- Mira Sorvino (Vicky Gregg)
- Kristoffer Polaha (Nathan)
- David Anders (Darren)
- Shanola Hampton (Pam)
- Sadie Stratton (Francine)
- Adam Kaufman (Will)
- Rebecca Tinley (Dr. Mott)
- Jay Hayden (Clay)
- Jessica Pohly (Wanda)
- Kim Estes (Detective Baer)

### Épisode 20:L'Amour tue
- États-Unis : 18 mai 2015 sur CBS
- Canada : 16 juin 2015 sur Global
- France : 10 juin 2015 sur TF1
- Belgique : 11 juin 2015 sur La Une
- Québec : 18 mai 2016 sur AddikTV
- Suisse : 5 novembre 2016 sur RTS Deux

- États-Unis : 6,79 millions de téléspectateurs[53] (première diffusion)
- France : 896 000 téléspectateurs[51] (première diffusion)

- Warren Kole (Trent)
- Mira Sorvino (Vicky Gregg)
- Kristoffer Polaha (Nathan)
- Billy Malone (Stan)
- Adam Kaufman (Will)
- Michael Cassidy (Brian)
- Katerina Graham (Christine)
- Jessica Camacho (Eva)
- Sam Witwer (Jamie)
- Dar Dixon (Avocat)
- Anthony Giangrande (Charlie)
- Steve Humphreys (Tatoueur)